# Yuxi
Yuxi (kinesisk skrift: 玉溪; pinyin: Yùxī; Wade-Giles: Yǜ-hsī) er et bypræfektur i den kinesiske provinsen Yunnan. 

## Geografi
Præfekturet har et areal på 15.285 km2 og en befolkning på 2.120.000 mennesker (2007). I nærheden af byen Yuxi ligger Fuxiansøen, der er den næstdybeste sø i Kina, og hvor man har fundet forhistoriske fossiler, der nu kan ses på Yuxi museum. der er også tre andre søer omkring byen, Xinyunsøen, Jilusøen og Yangzongsøen.

## Administrative enheder
Bypræfekturet Yuxi har jurisdiktion over et distrikt (区 qū), 5 amter (县 xiàn) og 3 autonome amter (自治县 zìzhìxiàn).
| Kort           | Kort                                              | Kort                      | Kort                                  | Kort                   | Kort        | Kort       |
| -------------- | ------------------------------------------------- | ------------------------- | ------------------------------------- | ---------------------- | ----------- | ---------- |
| Kort over Yuxi |                                                   |                           |                                       |                        |             |            |
| #              | Navn                                              | Hanzi                     | Pinyin                                | Befolkning (2003 est.) | Areal (km²) | Indb./km²) |
| Distrikter     |                                                   |                           |                                       |                        |             |            |
| 1              | Hongta                                            | 红塔区                    | Hóngtǎ Qū                             | 390.000                | 1.004       | 388        |
| Fylker         |                                                   |                           |                                       |                        |             |            |
| 2              | Jiangchuan                                        | 江川县                    | Jiāngchuān Xiàn                       | 260.000                | 850         | 306        |
| 3              | Chengjiang                                        | 澄江县                    | Chéngjiāng Xiàn                       | 150.000                | 773         | 194        |
| 4              | Tonghai                                           | 通海县                    | Tōnghǎi Xiàn                          | 270.000                | 721         | 374        |
| 5              | Huaning                                           | 华宁县                    | Huáníng Xiàn                          | 200.000                | 1 313       | 152        |
| 6              | Yimen                                             | 易门县                    | Yìmén Xiàn                            | 170.000                | 1 571       | 108        |
| Autonome amter |                                                   |                           |                                       |                        |             |            |
| 7              | Eshan (For yifolket)                              | 峨山彝族 自治县           | Éshān Yízú Zìzhìxiàn                  | 150.000                | 1.972       | 76         |
| 8              | Xinping (For yiene og daifolket)                  | 新平彝族 傣族自治县       | Xīnpíng Yízú Dǎizú Zìzhìxiàn          | 270.000                | 4.223       | 64         |
| 9              | Yuanjiang (For hanifolket, yifolket og daifolket) | 元江哈尼族彝族 傣族自治县 | Yuánjiāng Hānízú Yízú Dǎizú Zìzhìxiàn | 200.000                | 2.858       | 70         |

## Cigaretter
Det populære kinesiske cigaretmærke Hongtashan produceres i Hongta i Yuxi.

## Trafik
Kinas rigsvej 213 løber gennem området. Den begynder i Lanzhou i Gansu og fører via Chengdu og Kunming til byen Mohan ved grænseovergangen til Laos.